# Hugh Dalton
Edward Hugh John Neale Dalton (né le 16 août 1887 et mort le 13 février 1962), baron Dalton, est un homme politique britannique, membre du Parti travailliste qui est Chancelier de l'Échiquier de 1945 à 1947.